# Sekota
Sekota – miasto w Etiopii, w regionie Amhara. Według danych szacunkowych na rok 2015 liczy 35 000 mieszkańców.